# Blastocladiomycota

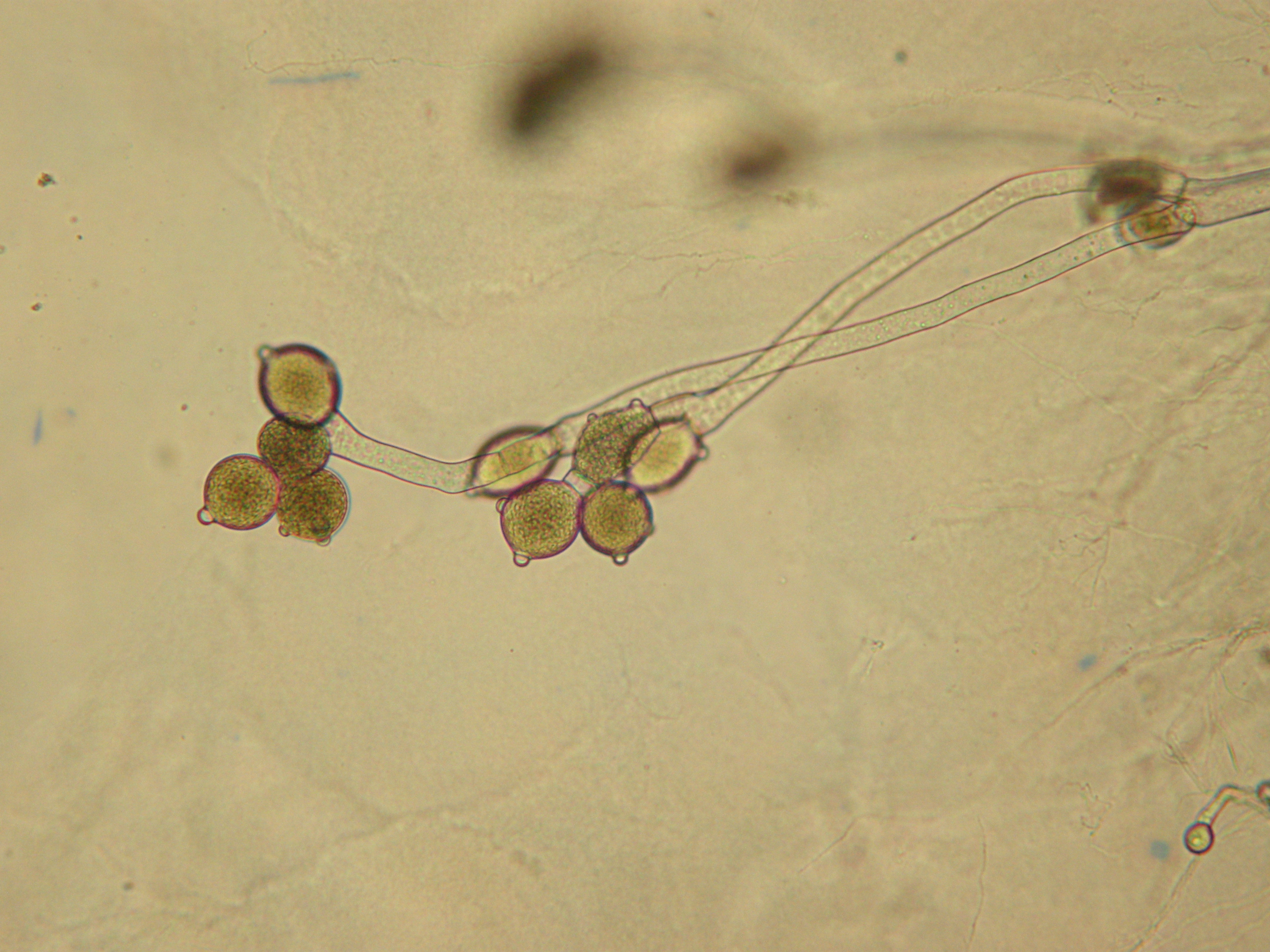
Zoosporângios do fungo saprófito Allomyces sp. sobre agar.

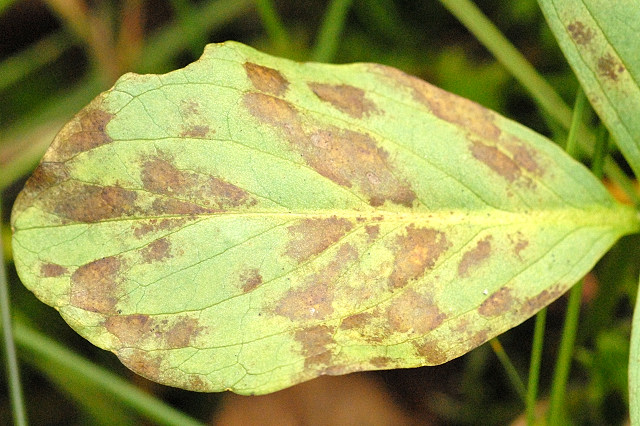
Folha infestada por Physoderma menyanthis (antigo Cladochytrium menyanthis).

Blastocladiomycota é uma divisão do reino Fungi, que agrupa fungos zoospóricos, maioritariamente encontrados no solo e em habitats de água doce, na sua maioria detritívoros. Contudo, alguns membros do grupo são parasitas, incluindo alguns com elevado interesse económico por atacarem culturas como o milho e a luzerna. Os membros deste grupo eram originalmente incluídos no filo Chytridiomycota até que estudos de filogenia molecular demosntraram que Blastocladiomycota é um grupo irmão do filo Neocallimastigomycota. Na sua presente circunscrição taxonómica Blastocladiomycota contém 5 famílias e aproximadamente 12 géneros.

## Descrição
Blastocladiomycota é uma das divisões atualmente reconhecidas dentro do reino Fungi, agrupando 5 famílias com aproximadamente 12 géneros. Este ramo basal divergente do reino Fungi terá sido o primeiro a exibir alternância de gerações. Além disso, o grupo inclui dois populares organismo modelo, as espécies Allomyces macrogynus e Blastocladiella emersonii.

### Morfologia
A morfologia dos membros do filo Blastocladiomycota varia muito. Por exemplo, membros da família Coelomycetaceae são simples, sem paredes celulares e de natureza plasmodial. Algumas espécies em Blastocladia são monocêntricas, como os quitrídios, enquanto outras são policêntricas. Os mais notáveis são aqueles membros, como o género Allomyces, que demonstram um crescimento diferenciado e determinado.
As células apresentam um flagelo. O núcleo é cónico, com a extremidade pontiaguda próxima do cinetossoma, cuja raiz consiste em 27 microtúbulos repartidos em grupos de três. Os microtúbulos estendem-se do cinetossoma até a tampa da célula e cobrem o núcleo e a tampa. Blastocladiomycota é o único grupo dentro do reino Fungi com capa nuclear, no caso constituída por ribossomas.

### Ciclo de vida
Alguns membros de Blastocladiomycota exibem alternância de gerações. Os membros deste filo também exibem uma forma de reprodução sexual conhecida como anisogamia, mecanismo que consiste na fusão de dois gâmetas sexuais que diferem em morfologia, geralmente no tamanho.
Em  Allomyces, o talo (corpo) é preso por rizoides, e tem um tronco ereto no qual os órgãos reprodutivos são formados no final dos talos. Durante a fase haploide, o talo forma gametângios masculinos e femininos que libertam gâmetas flagelados. Os gâmetas buscam-se ativamente usando feromônios e eventualmente entram em fusão para formar um zigoto. O zigoto germinado produz um talo diploide com dois tipos de esporângios: zoosporângios de paredes finas e [[[Esporo de repouso|esporos de repouso]] de paredes espessas (ou esporângios).
Os esporângios de paredes finas libertam zoósporos diploides. O esporo de repouso serve como um meio de suportar condições desfavoráveis. Quando as condições voltam a ser favoráveis, ocorre a meiose e os zoósporos haploides são libertados. Estes germinam e crescem em talos haploides que produzem gametângios e gâmetas “masculinos” e “femininos”.
Como ocorre no filo Chytridiomycota, os membros do filo Blastocladiomycota produzem zoósporos assexuados para colonizar novos substratos. Em algumas espécies, um fenômeno curioso foi observado nos zoósporos assexuados. De tempos em tempos, zoósporos assexuados emparelham e trocam citoplasma, mas não núcleos.

### Ecologia
Semelhante aoso fungos do filo Chytridiomycota, os membros do filo Blastocladiomycota são capazes de crescer em materiais refratários ao ataque por saprófitos, como pólen, queratina, celulose e quitina. As espécies mais conhecidas deste filo, no entanto, são os parasitas. Os membros do género Catenaria são parasitas de nematoides, mosquitos, crustáceos e até mesmo de outro fungos do mesmo grupo, como o género Coelomyces.
Os membros dos géneros Physoderma e Urophlyctis são parasitas obrigatórios de plantas. A espécie Physoderma maydis assume importância económica pois parasita os milhos, sendo o agente causal da doença conhecida como «mancha-castanha». Também são importantes as espécies do género Urophlyctis que parasitam a alfalfa.
Entretanto, ecologicamente, as espécies do género Physoderma são importantes parasitas de muitas angiospermas de habitats aquáticos e pantanosos. Também de interesse humano, por razões de saúde, são os membros do género Coelomomyces, um parasita incomum de mosquitos que requer um hospedeiro alternativo crustáceo (o mesmo parasitado por membros do género Catenaria) para completar o seu ciclo de vida. Outros membros do grupo que são ecologicamente interessantes incluem um parasita de ursos d'água e do género zooplâncter Daphnia.

## Taxonomia
Blastocladiomycota era originalmente a ordem Blastocladiales dentro do filo Chytridiomycota até que estudos moleculares e das características fenotípicas da ultraestrutura dos zoósporos foram usados para demonstrar que o grupo não era monofilético com Chytridiomycota.
A ordem foi erigida pela primeira vez por Petersen para um único género, Blastocladia, que foi originalmente considerado um membro dos oomicetos. Consequentemente, os membros de Blastocladiomycota são frequentemente referidos coloquialmente como "quitrídios",mas, no entanto, o termo deveria referir apenas os membros de Chytridiomycota. Assim, os membros do Blastocladiomyota são comumente designados por "blastoclados" pelos micologistas. Alternativamente, os membros de Blastocladiomycota, Chytridiomycota e Neocallimastigomycota são agrupados sob a desigmnação de «fungos zoospóricos verdadeiros».
Investigação sistemática recente, com base na filogenia molecular do grupo (publicada em The Mycota: A Comprehensive Treatise on Fungi as Experimental Systems for Basic and Applied Research) com a sinonímia estabelecida em Part 1- Virae, Prokarya, Protists, Fung, permite estabelecer a seguinte taxonomia:
- Filo Blastocladiomycota Tehler, 1988 ex James 2006 [= Allomycota Cavalier-Smith 1981; Allomycotina Cavalier-Smith 1998]
  - Classe Physodermatomycetes Tedersoo et al. 2018
    - Ordem Physodermatales Cavalier-Smith 2012 [= Physodermatineae ]
      - Família Physodermataceae [Urophlyctidaceae Schroeter 1886]
        - Género Paraphysoderma Boussiba, Zarka & James 2011
        - Género Physoderma Wallroth 1833 [Oedomyces Saccardo ex Trabut 1894]
        - Género Urophlyctis Schröter 1886

  - Classe Blastocladiomycetes James 2006 [= Allomycetes Cavalier-Smith 1998]
    - Ordem Blastocladiales Petersen 1909 sensu Cavalier-Smith 2012 [= Allomycales; Blastocladiineae ]
      - Género Endoblastidium Codreanu 1931
      - Género Polycaryum Stempell 1901
      - Género Nematoceromyces Doweld 2013
      - Género Blastocladiella Matthews 1937 [Clavochytridium Couch & Cox 1939; Sphaerocladia Stüben 1939]
      - Família Coelomomycetaceae Couch 1962
        - Género Callimastix Weissenberg 1912
        - Género Coelomycidium Debaisieux 1919
        - Género Coelomomyces Keilin 1921 [Zografia Bogayavlensky 1922]

      - Família Sorochytriaceae Dewel 1985
        - Género Sorochytrium Dewel 1985

      - Família Catenariaceae Couch 1945
        - Género Catenaria Sorokin 1889 non Roussel 1806 [Perirhiza Karling 1946]
        - Género Catenophlyctis Karling 1965

      - Família Blastocladiaceae Petersen 1909
        - Género Blastocladiopsis Sparrow 1950
        - Género Microallomyces Emerson & Robertson 1974
        - Género Blastocladia Reinsch 1877
        - Género Allomyces Butler 1911 [Septocladia Coker & Grant 1922]